# Janpeter Kob
Janpeter Hans Werner Kob (* 20. Dezember 1927 in Hindenburg (Oberschlesien); † 12. August 1986 in Hamburg) war ein deutscher Soziologe. Er war Professor für Soziologie an der Universität Hamburg und leitete zudem von 1970 bis 1979 das Hans-Bredow-Institut für Rundfunk und Fernsehen an der Universität Hamburg.
Kob schloss in Kiel ein Studium der Psychologie, Pädagogik, Germanistik, Philosophie und Soziologie mit dem Dr. phil. ab. Von 1953 bis 1956 arbeitete er beim Nordwestdeutschen Rundfunk, ab 1955 auch als Forschungsassistent von Helmut Schelsky an der Universität Hamburg und folgte ihm als Abteilungsleiter an die Sozialforschungsstelle an der Universität Münster nach Dortmund. 1963 habilitierte er sich an der Westfälischen Wilhelms-Universität in Münster für Soziologie. Von 1964 bis 1966 war er Professor an der Akademie für Wirtschaft und Politik, aus der später die Hochschule für Wirtschaft und Politik (HWP) wurde. Danach wechselte er auf den Soziologie-Lehrstuhl der Universität Hamburg.
Von Kob stammt das Stichwort Pädagogisierung, das in den 1960er-Jahren die zunehmende Neigung politischer, wirtschaftlicher und kultureller Institutionen zur gängelnden Betreuung ihrer Klientel bezeichnen sollte, weit über die herkömmliche Pädagogik hinaus.

## Schriften (Auswahl)
- Das soziale Berufsbewusstsein des Lehrers der höheren Schule, Werkbund-Verlag, 1958
- Erziehung in Elternhaus und Schule. Eine soziologische Studie, Enke, Stuttgart 1963
- Städtebauliche Konzeptionen in der Bewährung. NEUE VAHR Bremen, 1972
- Die doppelte Wurzel des Maskenparadigmas, in: „Hamburger Jb. für Wirtschafts- und Gesellschaftspolitik“, Jg. 24, Hamburg 1979
- Soziologische Theorie der Erziehung, (1976), Kohlhammer, Stuttgart ²1983